# 강대

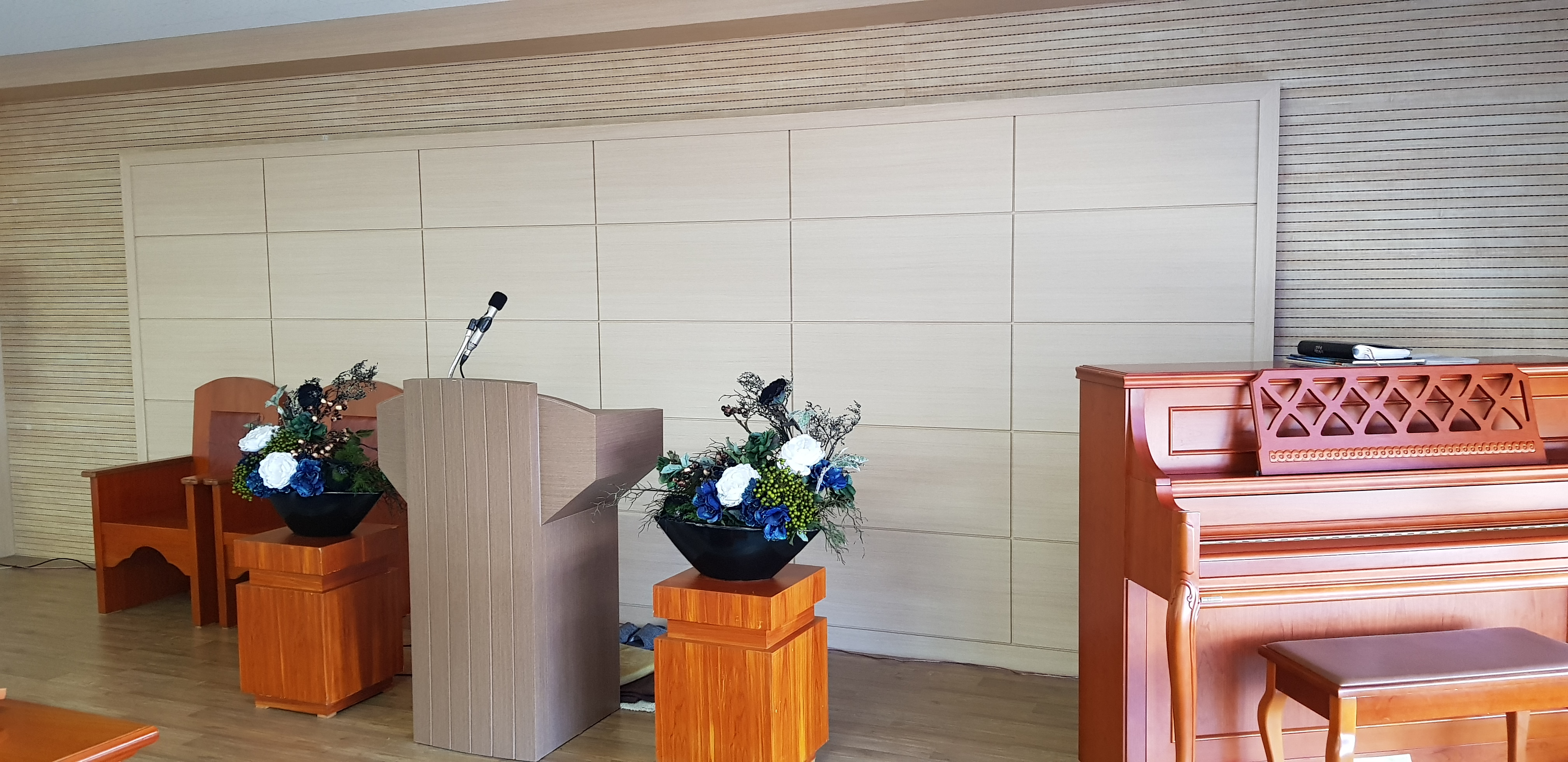
평택 소재 새생명교회의 강대 모습 2018-2-13

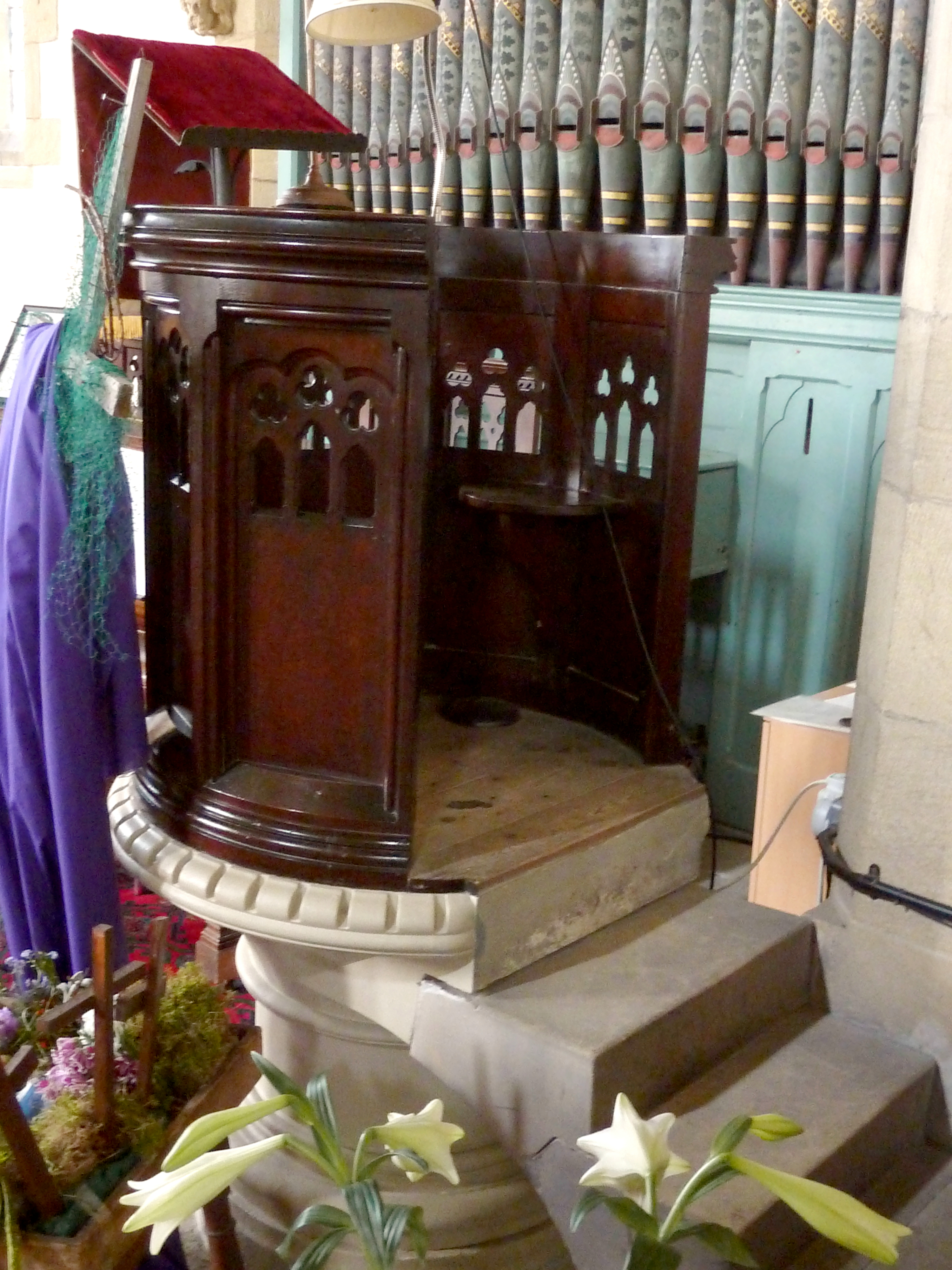
서스턴랜드의 한 교회의 설교단

강대(講臺, platform, pulpit) 혹은 설교단(說教壇)은 예배시 설교, 성경봉독, 기도문 등을 이용하기 위해 만들어진 단이다. 보통 교회에서 '강대상'(講臺上), '설교단'(說敎壇)이라고 부른다. 신학적으로 강대는 하나님의 말씀이 선포되는 공간으로 모든 예배가 하나님의 말씀의 권위와 증거가 중심됨을 의미한다. 개혁 교회는 예배의 중심이 설교인데 설교가 없으면 예배가 없다고 본다. 어떤 교회에서는 강대상과 성경 낭독대를 별개로 이용하는데  영국 성공회의 영향이다. 대한예수교장로회(통합) 교단에서는 이 형식을 취한다. 대한예수교장로회(합동)측에서는 하나만 있다. 개혁 교회에서는 성경 낭독대(lectern) 없이 오직 강대상 하나만을 사용하는 것이 전통이다. 또한 교회에서 초기 교회에는 설교단이 없고 성경 낭독대만이 있었는데, 이 낭독대를 암보(ambo)라고 불렀다. 라틴어로 강단을 의미하는 pulpitum이 영어식 표현 pulpit으로 변형되어 1338년부터 사용되었다. 낭독대처럼 책상이 있도록 만들어져 있다.

## 구약시대
구약시대에는 놋쇠나 나무 등으로 만든 단이 있었다(역대하 6:12). 《느헤미야》 8장 8절에 “때에 학사 에스라가 특별히 지은 강단에 서매 그 우편에 선 자는 ~”라고 기록되어 당시 강단을 사용했음이 나타나 있다.

## 초대교회 이후
설교자를 위한 공간으로 초대교회 때에는 강단 위의 대(ambo)로 장소적 의미가 강조되다가 6세기경에는 건물에 부착된 하나의 성구(聖具)로 여겨졌으며, 12세기 이후 지금과 같은 '강대상'(pulpit)으로 정착되었다. 예배학적 측면에서 강대상을 가리키는 영어 'ambo'는 예전과 의식적 요소(성찬예식시 복음서 낭독 등)에 초점이 있는 데 비해, 'pulpit'은 말씀을 선포하는 대(臺)로서의 의미가 강하다.

## 갤러리

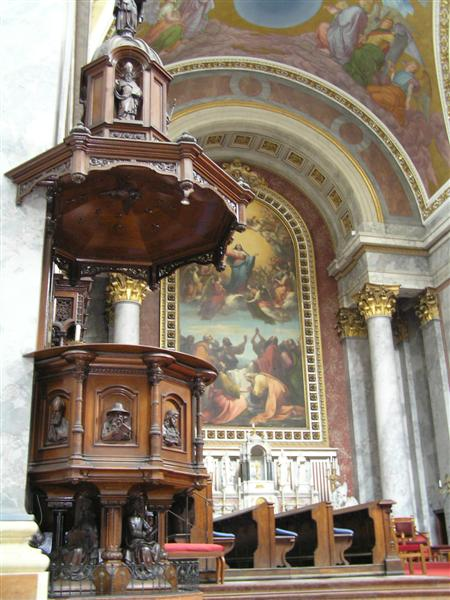
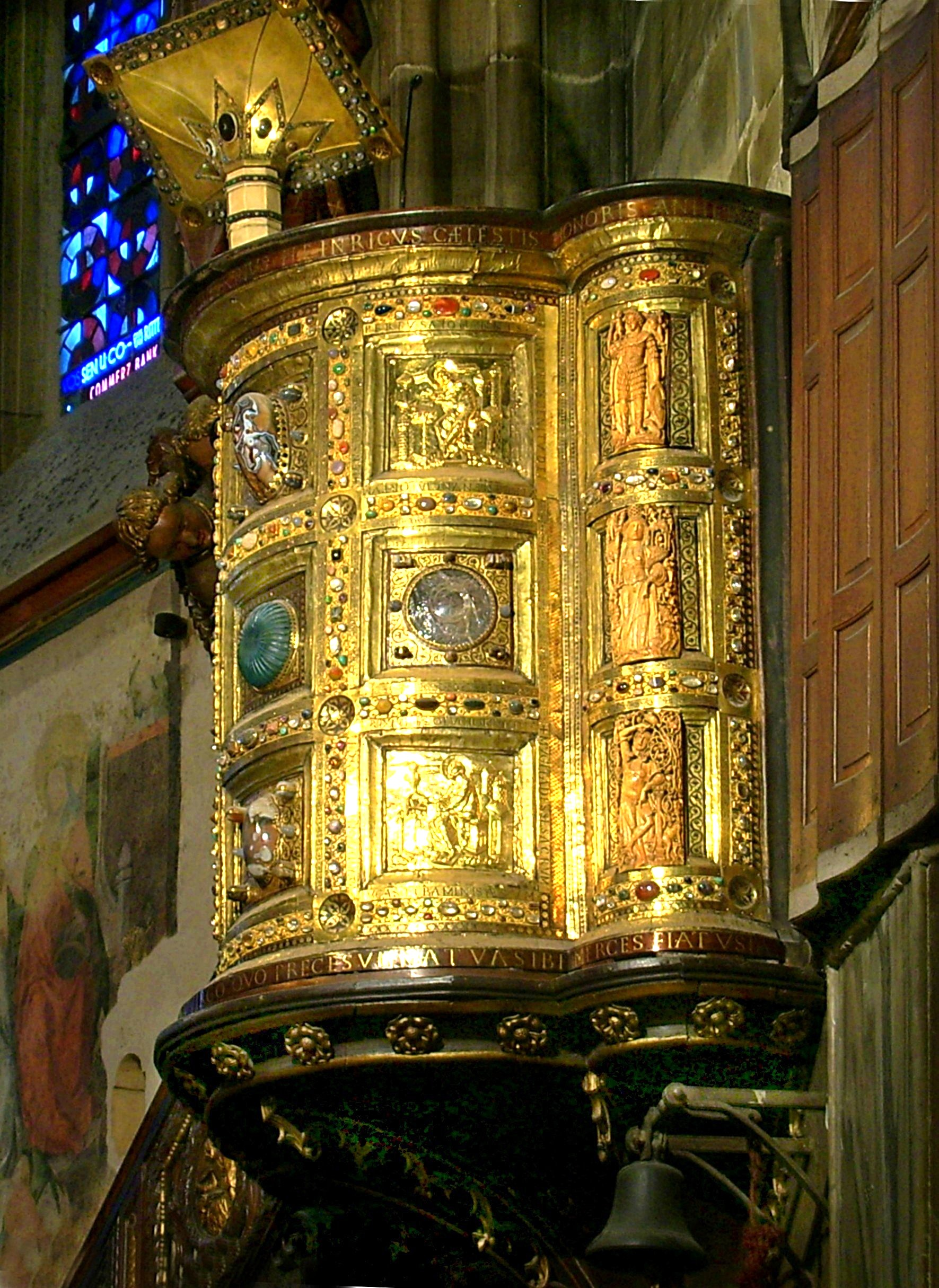
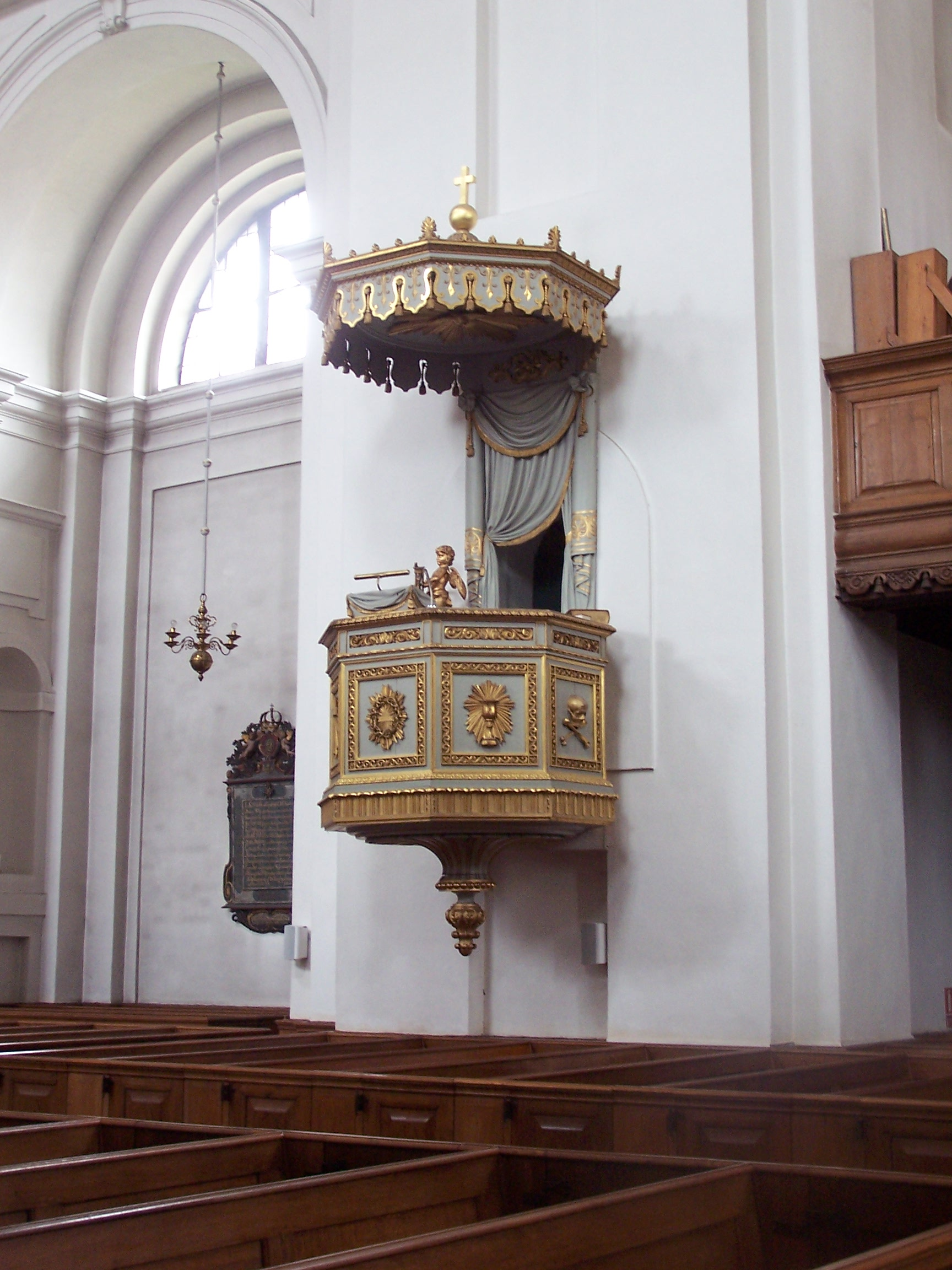
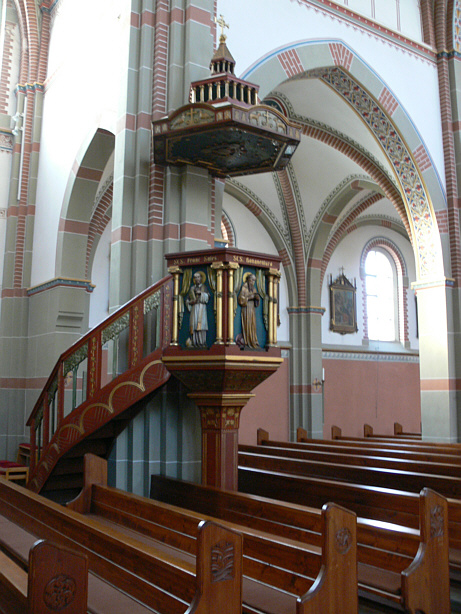

## 같이 보기
- 민바르